# Séisme de 1755 à Cap Ann
Le Séisme de 1755 à Cap Ann a eu lieu au large des côtes de la province britannique de la baie du Massachusetts (actuel Massachusetts) le 18 novembre. Entre 6,0 et 6,3 sur l'échelle de Richter, il reste le plus grand tremblement de terre de l'histoire du Massachusetts. Personne n'a été tué, mais il a endommagé des centaines de bâtiments à Boston et a été ressenti aussi loin au nord que la Nouvelle-Écosse et aussi loin au sud que la Caroline du Sud. Les marins d'un navire à plus de 200 milles (320 km) des côtes ont ressenti le tremblement de terre et l'ont d'abord confondu avec leur navire qui s'est échoué. De nombreux habitants de Boston et des environs ont attribué le tremblement de terre à Dieu, et cela a provoqué une brève augmentation de la ferveur religieuse dans la ville. Des études modernes estiment que si un séisme similaire secouait Boston aujourd'hui, cela entraînerait jusqu'à 5 milliards de dollars de dégâts et des centaines de morts.